# Oña (Burgos)
Oña ist ein nordspanischer Ort und eine Gemeinde (municipio) mit 951 Einwohnern (Stand: 2024) im Norden der Provinz Burgos in der Autonomen Gemeinschaft Kastilien-León. Der historische Ortskern ist als Kulturgut (Bien de Interés Cultural) in der Kategorie Conjunto histórico-artístico anerkannt.

## Lage und Klima
Der Ort Oña liegt auf einer etwa 50 m hohen Anhöhe oberhalb des Río Oca in einer Höhe von etwa 600 m. Die Stadt Burgos liegt etwa 70 km (Fahrtstrecke) in südwestlicher Richtung entfernt. Die nächstgelegene Stadt ist Briviesca (ca. 26 km südlich); der unter Denkmalschutz stehende Ort Frías liegt etwa 25 km östlich. Das Klima im Winter ist rau, im Sommer dagegen gemäßigt und warm; Regen (ca. 750 mm/Jahr) fällt überwiegend im Winterhalbjahr.

## Bevölkerungsentwicklung
| Jahr      | 1857  | 1900  | 1950  | 2000  | 2017  |
| Einwohner | 1.154 | 1.515 | 1.727 | 1.620 | 1.043 |

Durch die Eingemeindungen mehrerer Dörfer und Weiler konnte die Bevölkerungszahl in der zweiten Hälfte des 19. und der ersten Hälfte des 20. Jahrhunderts zwischen 1.500 und 1.700 Personen stabil gehalten werden. Eine erneute Eingemeindung von weiter entfernt gelegenen Dörfern fand im Jahr 1980 statt. Die Mechanisierung der Landwirtschaft und die Aufgabe bäuerlicher Kleinbetriebe führte jedoch gegen Ende des 20. Jahrhunderts zu einem Rückgang der Einwohnerzahlen.

## Wirtschaft
In früheren Zeiten war Oña merkantiles und handwerkliches Zentrum einer Vielzahl von Dörfern, Weilern und Einzelgehöften in der landwirtschaftlich geprägten Umgebung. Abgesehen von den üblichen Kleingewerbebetrieben (Bäcker, Metzger, Frisör, Kfz-Werkstatt etc.) spielt heutzutage der Tourismus eine nicht unwesentliche Rolle für die Einnahmen des Ortes.

## Geschichte
In Höhlen der Umgebung wurden prähistorische Zeugnisse der zeitweisen Anwesenheit von Menschen gefunden. Zur Besiedlung der Gegend in keltiberischer, römischer, westgotischer und islamischer Zeit schweigen die Quellen. Im Jahre 950 gewährte Fernán González, der erste weitgehend unabhängige Graf Kastiliens, dem Ort erste Privilegien (fueros). Sein Neffe Sancho García (reg. 995–1017) sah sich erneuten islamischen Übergriffen unter Almansor († 1002) ausgesetzt; während seiner Regierungszeit erhielt Oña weitere Privilegien und die Bestätigung alter Gewohnheitsrechte. Sancho García gilt auch als der Gründer des Benediktiner-Klosters San Salvador, dessen Äbte später die Grundherren (señores) des Ortes waren. König Alfons VIII. (reg. 1158–1214) bestätigte die seinerzeit gewährten Privilegien.

## Sehenswürdigkeiten

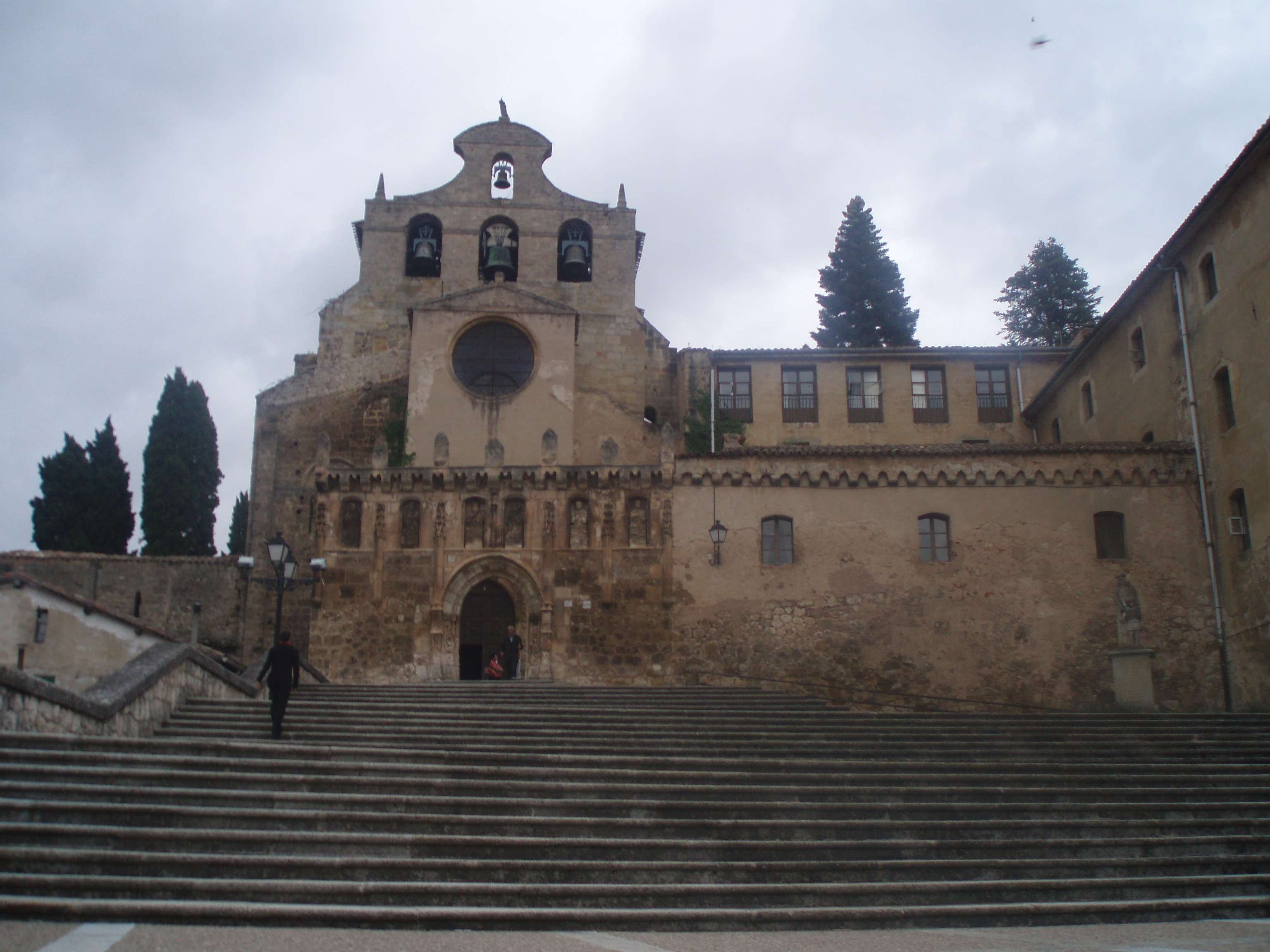
Treppenaufgang und Portikus vor der Kirche

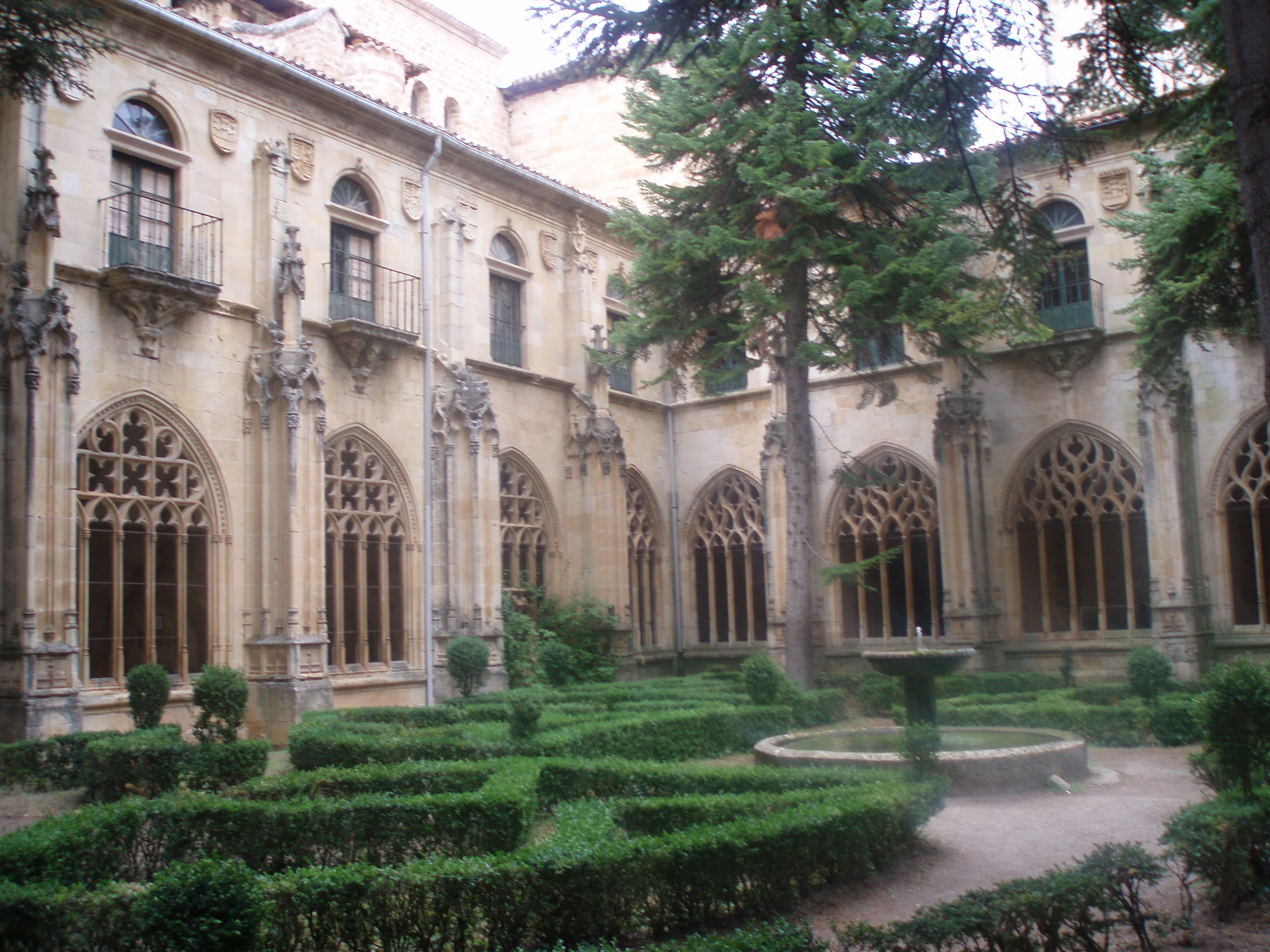
Kreuzgang

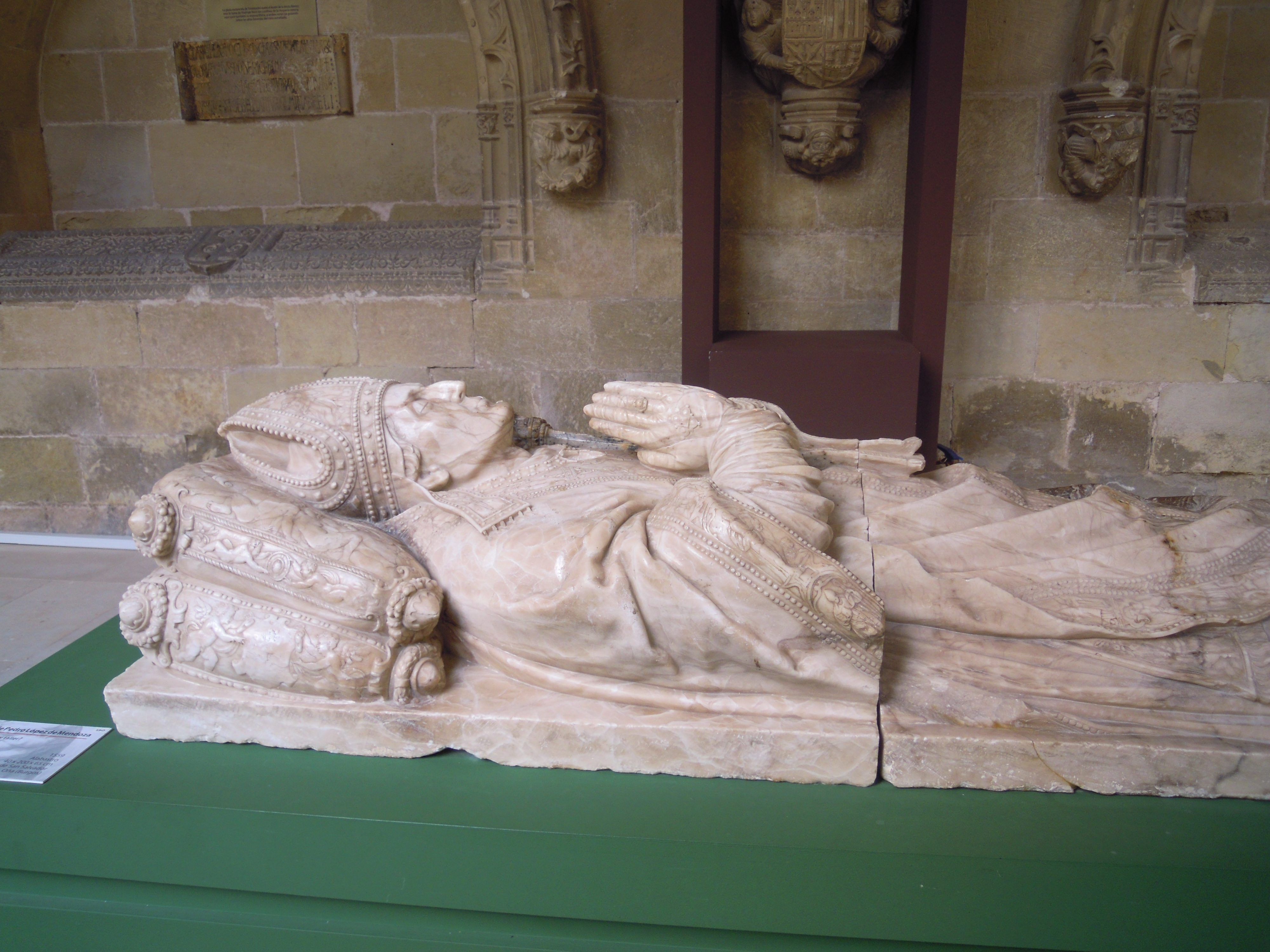
Abtsgrab im Kreuzgang

### San Salvador
Das im Jahre 1011 von Sancho García gegründete und gut 20 Jahre später (1033) mit Cluniazensermönchen besetzte Kloster San Salvador liegt auf dem höchsten Punkt der Kleinstadt und ist nur erreichbar über breite Treppenfluchten und einen figurengeschmückten Portikus, welcher im unteren Teil romanisch ist, im oberen Teil jedoch spätgotische bzw. Renaissanceelemente zeigt. Rechts des Aufgangs befindet sich ein Rundturm, der als Gefängnis (carcel) für wiederholt renitente und ungehorsame Mönche diente. Das Kloster ist ein großer Gebäudekomplex bestehend aus Kirche, Kreuzgang und Klausurgebäuden, der seit seiner Gründung immer umgebaut und verändert wurde – ihre heutige Gestalt erhielten die Gebäude in der Barockzeit. Nur das Innere der 83 m langen, 20 m breiten und 18 m hohen dreischiffigen Kirche stammt noch aus der Spätgotik (15. Jh.); es enthält ein doppelreihiges Chorgestühl aus Nussbaumholz und eine Figur eines gekreuzigten Christus (11. Jh.) aus der Kirche des verlassenen Dorfes Tamayo. Der Kreuzgang (clausto) wurde möglicherweise von dem Baumeister Simon von Köln († 1511 in Burgos) entworfen, doch nicht in einer Bauphase ausgeführt – sein Untergeschoss mit reichem spätgotischem Flamboyant-Maßwerk, aber auch mit Maßwerkquadraten im Nordflügel, stammt aus dem 16. Jahrhundert; das Obergeschoss wurde erst ein Jahrhundert später fertiggestellt. Ein künstlerisch und handwerklich perfekt gearbeitetes Alabastergrabmal für den Abt Pedro López de Mendoza aus dem Jahr 1564 ist in der Mitte des Südflügels aufgestellt.

### Pantheon
Von großer historischer Bedeutung ist das Pantheon der Könige und Grafen von Kastilien in der Klosterkirche – hier finden sich die Sarkophage von Sancho García (995–1017 Graf von Kastilien), García Sánchez (1017–1029 Graf von Kastilien), Sancho II. (1065–1072 erster König von Kastilien), Sancho III. (1000–1035 König von Aragonien und Navarra), deren Familienangehörigen sowie mehrerer Infanten.

### San Juan
Die Pfarrkirche San Juan hat einen romanischen Turm. Ihr Inneres ist jedoch gotisch gestaltet und beherbergt eine gotische Kreuzigungsgruppe (calvario) aus dem 13. Jahrhundert.

### Weiteres
- Mehrere Adelshäuser mit steinernen Wappenschilden zeugen vom ehemaligen Reichtum einiger Familien und von der Bedeutung des Ortes im Mittelalter und in der frühen Neuzeit.
- Der Arco de la Estrella ist der einzig erhaltene mittelalterliche Zugang zur Stadt. In unmittelbarer Nähe finden sich nur Reste der Stadtbefestigung.[8]